# Asociación Israelita de Venezuela

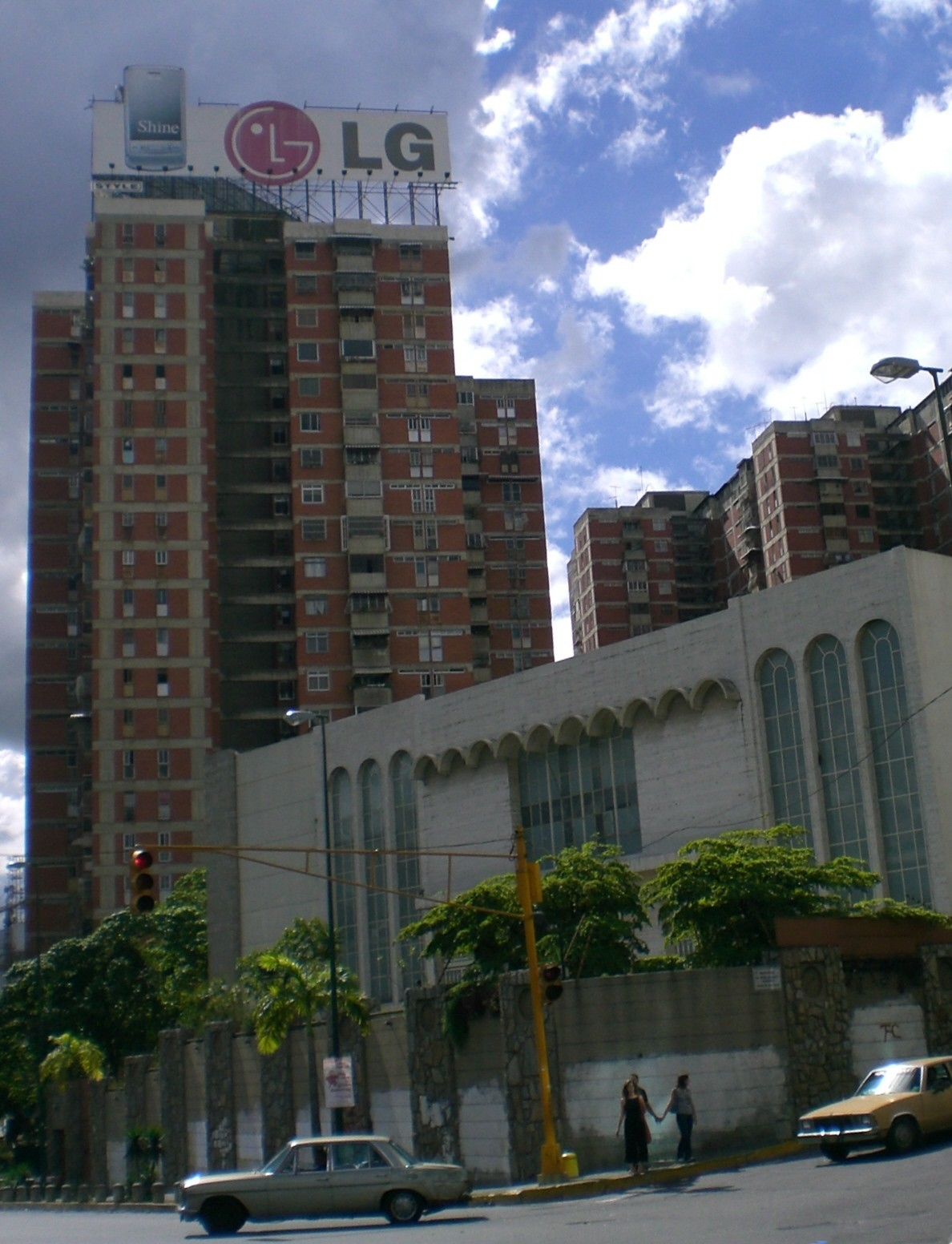
Tiféret Israel, la sinagoga principal de la asociación

 La Asociación Israelita de Venezuela es el ente que agrupa a los miembros de la comunidad judía sefardita de Venezuela. Fue fundada el 29 de junio de 1930. La Asociación Israelita de Venezuela, es la organización judía más antigua de Venezuela. Es una asociación de judíos sefarditas. Mantiene una gran sinagoga en Caracas y cuenta con unas 800 familias entre sus miembros.[cita requerida]

## Ataque de 2009
A finales de enero de 2009, la sinagoga Tiféret Israel fue gravemente dañada en un ataque tras un artículo que incitaba a la violencia antisemita, que apareció (y luego fue eliminado y reemplazado con una disculpa) en un sitio web después del conflicto de Gaza de 2009. Una pandilla armada compuesta por 15 hombres no identificados irrumpió en la sinagoga, ató y amordazó a los guardias de seguridad y ocupó el edificio durante varias horas. Grafitis antisemitas y consignas contra el Estado de Israel fueron pintadas en las paredes. El edificio de la sinagoga y el arca sagrada fueron saqueados. Los manifestantes también pidieron la expulsión del país para los judíos. El ministro de relaciones exteriores de Venezuela en aquellos días, Nicolás Maduro, condenó el acto como un "acto criminal de vandalismo". El ministro de información, Jesse Chacón, también condenó el ataque y negó que este tuviera ninguna conexión con el gobierno.

## Sinagogas
- Sinagoga Tiféret Israel (Sinagoga principal)

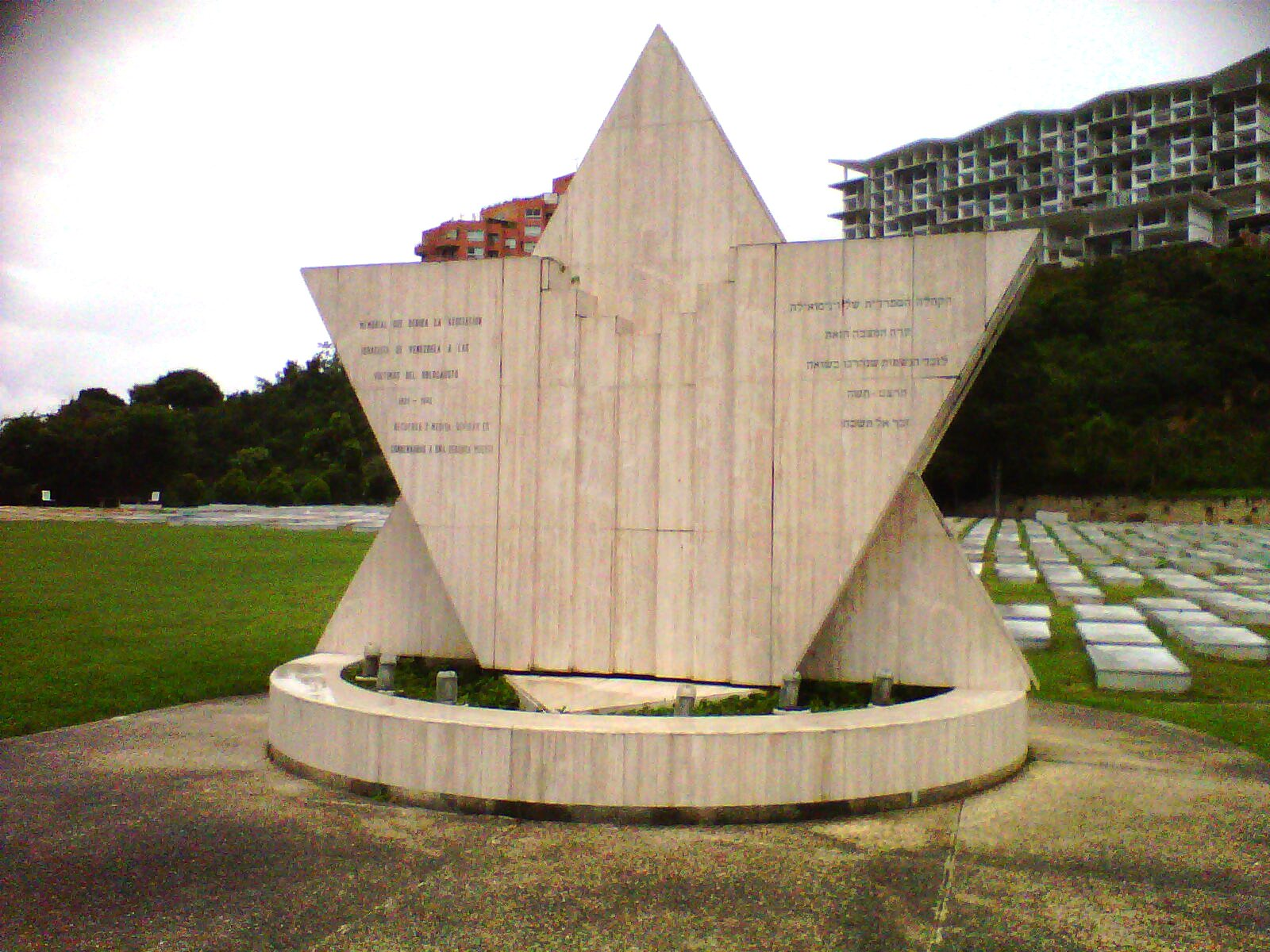
Monumento en memoria de los caídos durante el Holocausto en el Panteón de la AIV en el Cementerio del Este, en Caracas.

- Sinagoga Tiféret Israel del Este

## Sinagogas asociadas
- Asociación Bet-El
- Sinagoga Bet Aarón
- Sinagoga Or Torá
- Centro Bet Shemuel
- Centro Bet Shemuel del Este
- Sinagoga Bet Abraham
- Sinagoga Keter Torá
- Sinagoga Magen David
- Sinagoga Sha'aré Shalom

## Yeshivot y escuelas asociadas
- Kolel Nahalat Ya'akov
- Colegio Sinai
- yeshivat bene azar (caracas)
- jeder mishkan moshe(caracas)jeder de beth shemuel
- kolel beer yitzjak(caracas) kolel en or torah